# Giovanni Mazzuoli (Dichter)
Giovanni Mazzuoli, auch bekannt als lo Stradino, Padre Stradino, Balestraccio, Colombella, Consagrata, Crocchia, Cronaca scorretta, Pagamorta und Pandragone (* um 1480 in Florenz; † 5. Juni 1549 ebendort), war ein italienischer Literat.

## Leben
Er wurde um 1480 in Florenz geboren und hieß lo Stradino, nach Strada in Chianti, der Heimatstadt seiner Familie. Sein Leben war sehr Abenteuerlich: Zunächst war er als Handelsreisender unterwegs, dann stand er in den Diensten der Familie Salviati, später trat er als Soldat in die Dienste von Giovanni dalle Bande Nere. Als Soldat nahm er an Feldzügen gegen Urbino, der Lombardei und Parma teil.
Während der Belagerung von Florenz hielt er sich in der Stadt auf und wurde als Medici-Anhänger verdächtigt und auf Befehl der Otto di Guardia inhaftiert und gefoltert. Danach verbrachte er vermutlich eine Zeit lang im Exil. Nach der Machtübernahme durch Cosimo de’ Medici kehrte er nach Florenz zurück und freundete sich mit zahlreichen Kulturschaffenden an, allen voran mit il Lasca. Am 1. November 1540 gründete er zusammen mit Antonio francesco Grazzini, genannt Lasca, Niccolò Martelli und einem Dutzend weiterer Literaten die Accademia degli Umidi, die sich von einer einfachen Gruppe von Dichtern bald zur Accademia Fiorentina unter der politischen Kontrolle der Medici entwickelte und zu deren Mitgliedern einige der wichtigsten Intellektuellen der Renaissance zählten. Er starb am 5. Juni 1549 in Florenz.
In seiner Privatbibliothek (die seine Freunde „l’armadiaccio“ nannten) sammelte er Bücher aller Art, vor allem Ritterromane; außerdem besaß er Chroniken und Historien, darunter ein Exemplar der damals fast unbekannten Cronica von Dino Compagni. Als er starb vermachte er seine Bücher seinen Freunden aber es ist nicht bekannt wie sie verteilt wurden. Sicher ist, dass einige von ihnen wichtige Kodizes für die ersten Jahrhunderte der italienischen Literatur waren und zu den von der Crusca zitierten oder in florentinischen Bibliotheken gefundenen gehören. Ein großer Teil der Sammlung wurde Herzog Cosimo überlassen, denn zahlreiche Bände wurden von Mariotto Cecchi in einem Inventar von 1553 erfasst.
Mazzuoli hinterließ extravagante und ausgefallene Gedichte. Seine Person taucht immer wieder als liebevolle Karikatur seines gutmütigen und extravaganten Charakters in Reimen von Lasca und anderen auf. In diesen Reimen wird er weniger mit seinem richtigen Namen, sondern vielmehr mit seinen zahlreichen Spitznamen zitiert.